# 러시아 프로 농구 리그
러시아 프로 농구 리그(러시아어: Профессиональная баскетбольная лига (ПБЛ), 로마자 표기: Professionalnaya basketbolnaya liga)는 종종 RPBL로 약칭되는 러시아의 대표적인 남자 프로 농구 리그이자 러시아 슈퍼 리그 1의 후속 리그이다. 현재 러시아 농구 리그 시스템의 2부 리그이다.
PBL은 러시아 프로농구 챔피언십의 두 번째 버전이었다.

## 수상자

### MVP
- 마칙 람페 (2011)
- 데이번 제퍼슨 (2012)

### 플레이오프 MVP
- 빅토르 흐랴파 (2011)
- 알렉세이 시베트 (2012)